# Карон, Антуан
Антуан Карон (фр. Antoine Caron, 1521, Бове — 1599, Париж) — французский художник-маньерист, книжный иллюстратор, принадлежал к школе Фонтенбло.

## Биография
Карон родился в Бове. Начал рисовать в подростковом возрасте, делая фрески для церквей. В 1540—1550 годах работал с Приматиччо и Никколо дель Аббате в Фонтенбло. С 1561 года находился при дворе Екатерины Медичи и Генриха II Валуа. Как придворный художник выступал организатором церемоний коронации Карла IX в Париже и бракосочетания Генриха IV с Маргаритой де Валуа (в XX в. их аллегорическая образность привлекла внимание Ф. Йейтс). Он умер в Париже в 1599 году.

## Творчество
Сохранилось не так много его работ. Рисовал исторические и аллегорические сюжеты, придворные церемонии. С изысканностью воссоздает напряжённую, хрупкую атмосферу двора Валуа в период религиозных войн XVI в. во Франции.

## Произведения
Картины Карона находятся в Лувре, Музее Фонтенбло, нескольких музеях Мюнхена, собраниях Нового Света, частных коллекциях.

## Галерея

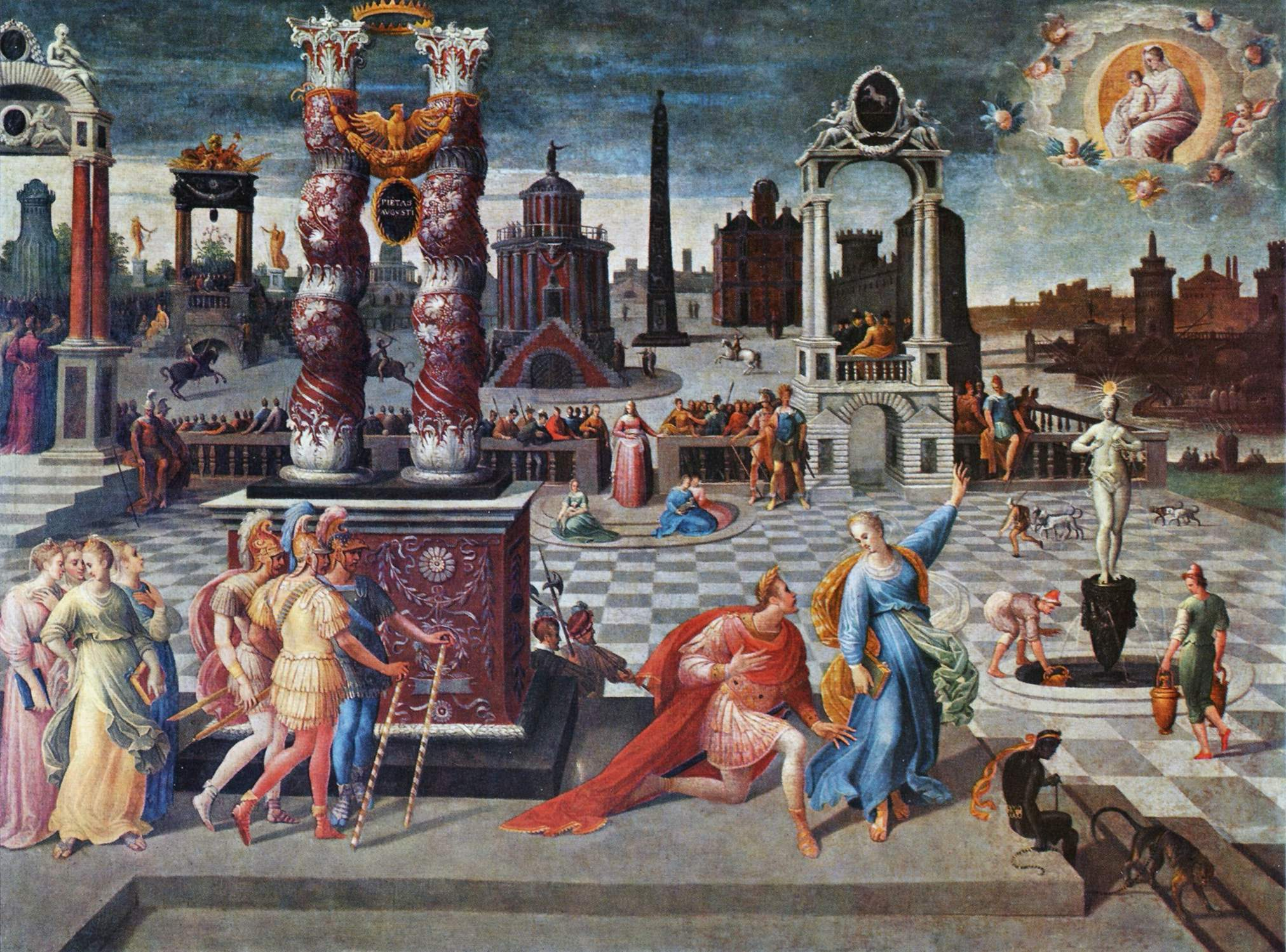
Император Август и тибуртинская сивилла. Около 1580. Париж, Лувр
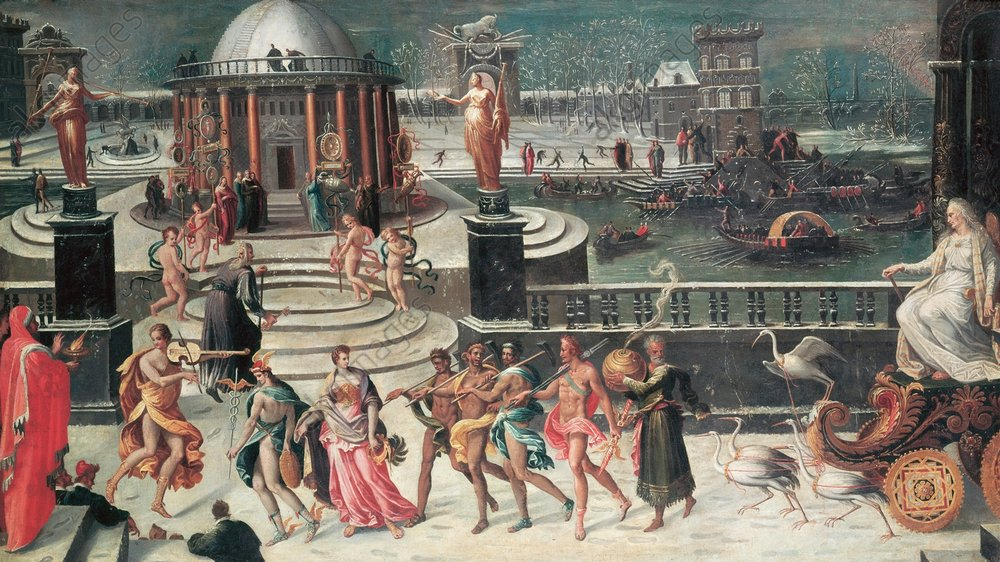
Победа Зимы, ок. 1568, Музей Фонтенбло